# Sandra N.
Sandra N. (bürgerlich: Alexandra Iulia Năftănăilă, * 2. Oktober 1991 in Albeștii de Muscel, Kreis Argeș) ist eine rumänische Popsängerin.

## Leben
Năftănăilă begann ihre Karriere im Alter von 4 Jahren, als sie an einer Musikshow für Kinder teilnahm. Seit ihrem 14. Lebensjahr spielt sie Gitarre, Klavier, textet und komponiert. 2006 nahm sie ihr erstes Popmusik-Album auf, das 10 Songs enthielt. Ebenfalls 2006 besuchte sie drei Jahre lang Gesangs-/Gesangstechnikkurse an der Musikschule von Crina Mardare. 2012 erhielt sie drei Nominierungen bei den Romanian Music Awards und nahm 2013 an der Castingshow „O nouă viață“ teil. Im selben Jahr unterschrieb sie bei dem Musiklabel Roton ihren Vertrag und veröffentlichte den Song Boracay feat. Akcent, Te joci cu minte mea. Die Songs erzielten auf YouTube mehrere Millionen Aufrufe. 2014 veröffentlichte sie den Song Liar, brachte ihr internationale Bekanntheit, sodass sie Konzerte in Pakistan, Russland und dem Libanon gab.

## Diskografie
- Amor Gitana & Akcent (2015)
- Mă dor ochii mă dor & Adrian Sînă (2015)
- N-am Baut Nimic (2016)
- Te joci cu mintea mea feat. Marius Nedelcu (2014)
- Prima iubire (2014)
- Un străin (2012)
- Obsession (2012)
- Boracay feat. Akcent (2013)
- Borocay feat. Adrian Sînă (2013)
- Numele meu (2013)
- Angel feat. Adrian Sînă (2011)
- Dor de decembrie (Once upon a december) (2014)
- I’m sorry feat. Akcent (2013)
- Wrecking Ball (Miley Cyrus cover) (2013)
- Reyna feat Tommy Boy & LLP (2014)
- Flashlight feat Jessie J (2015)
- Liar (2014)
- Ballerina (2015)
- Sandra N ft. Veo - French Boy Habibi (2017)
- Ackym & Adrian Sînă feat. Sandra N - Să mă săruți (2017)
- Când Aveam Vreo 16 Ani (2020)